# Hélène Merlin-Kajman
Pour les articles homonymes, voir Merlin (homonymie) et Hélène Merlin.
Compléments
Institut universitaire de France
Hélène Merlin-Kajman, née le 7 décembre 1954 à Paris[source insuffisante] , est professeure en littérature française du XVIIe siècle à l'Université de Paris III (Sorbonne nouvelle).

## Biographie
Hélène Merlin-Kajman naît le 7 décembre 1954. Elle est issue d'une famille de journalistes.
Ancienne élève de l'École normale supérieure de Fontenay-Saint-Cloud puis reçue au concours de l'agrégation de lettres modernes, Hélène Merlin-Kajman a d'abord enseigné dans le secondaire jusqu'en 1988 et a entrepris une thèse de doctorat sous la direction de Louis Marin, soutenue en 1990 et intitulée Le public au XVIIe siècle, entre corps mystique et personne fictive.[source insuffisante]
En 1981, son premier manuscrit de roman, Rachel, qui met en scène une femme qui écrit, est accepté par Jérôme Lindon. Elle publie ensuite son roman Le Cameraman aux éditions de Minuit, avant de se voir essuyer un refus pour son troisième manuscrit. Le Monde évoque son quatrième roman Avram comme « plongée passionnée et lyrique dans ce "temps inconvenant qui n'arrêterait pas de se défaire" ».
Elle publie en 2016 son essai Lire dans la gueule du loup. Essai sur une zone à défendre, la littérature. L'ouvrage débute par une scène de lecture d'Hélène Merlin-Kajman et du rejet ressenti par son fils de 12 ans pour le poème Le Mauvais Vitrier de Charles Baudelaire,. L'essai est décrit par Libération comme « un plaidoyer pour un retour à un enseignement moins rhétorique et plus empathique [de la littérature] ». D'après Le Monde, Hélène Merlin-Kajman s'inspire du psychanalyste britannique Donald Winnicott, et « voit dans la lecture une activité « transitionnelle », autrement dit une aire d’expérience intermédiaire entre le monde et nous, nous permettant de jouer avec nos émotions, d’ajuster notre rapport à autrui, et de permettre à chacun de se « désingulariser sans cesser [de s’]individualiser » ».
En 2020, son essai La Littérature à l’heure de #metoo revient sur le parallèle fait par des candidates et candidats à l'agrégation de lettres de 2017 entre le poème L'Oaristys d'André Chénier et une scène de viol, à travers une lettre ouverte,. Hélène Merlin-Kajman avait critiqué cette lettre et avait été accusée en retour de complaisance,. L'autrice propose dans son ouvrage une lecture croisée de L’Oaristys et du Consentement de Vanessa Springora, invite à ne pas prendre les textes à la lettre et défend l'idée d'interprétations multiples des textes.
Hélène Merlin-Kajman a créé l'Observatoire de l’Éducation dans le but de discuter des problématiques de la pédagogie et de la didactique. Membre senior de l'Institut universitaire de France depuis 2009, elle est aussi la créatrice et la directrice de la revue littéraire et culturelle en ligne Transitions, depuis 2011.[source insuffisante]

## Œuvres

### Essais
- Public et littérature en France au XVIIe siècle, Paris, Les Belles Lettres, 1994.
- L'Absolutisme dans les Lettres et théorie des deux corps. Passions et politique, Paris, Champion 2000.
- L’Excentricité académique. Institution, littérature, société, Paris, Les Belles Lettres, 2001.
- La langue est-elle fasciste ? Langue, pouvoir, enseignement, Paris, Seuil, 2003.
- Lire dans la gueule du loup. Essai sur une zone à défendre, la littérature, Paris, Gallimard, 2016.
- L'animal ensorcelé. Traumatismes, littérature, transitionnalité, Paris, Ithaque, 2016.
- La Littérature à l’heure de #metoo, Paris, Ithaque, 2020.

### Romans
- Rachel, Paris, Minuit, 1981.
- Le Cameraman, Paris, Minuit, 1983.
- L’Ordalie, éd. Trois, Québec, 1992.
- Avram, Paris, Zulma, 2002.
- La Désobéissance de Pyrame, Paris, Belin, 2009.